# Packwaukee (condado de Marquette)
Packwaukee es un lugar designado por el censo ubicado en el condado de Marquette en el estado estadounidense de Wisconsin. En el Censo de 2010 tenía una población de 262 habitantes y una densidad poblacional de 210,75 personas por km².

## Geografía
Packwaukee se encuentra ubicado en las coordenadas 43°45′55″N 89°27′35″O / 43.76528, -89.45972. Según la Oficina del Censo de los Estados Unidos, Packwaukee tiene una superficie total de 1.24 km², de la cual 1.24 km² corresponden a tierra firme y (0%) 0 km² es agua.

## Demografía
Según el censo de 2010, había 262 personas residiendo en Packwaukee. La densidad de población era de 210,75 hab./km². De los 262 habitantes, Packwaukee estaba compuesto por el 98.47% blancos, el 0.38% eran afroamericanos, el 0% eran amerindios, el 0% eran asiáticos, el 0% eran isleños del Pacífico, el 1.15% eran de otras razas y el 0% pertenecían a dos o más razas. Del total de la población el 1.53% eran hispanos o latinos de cualquier raza.

## Imágenes

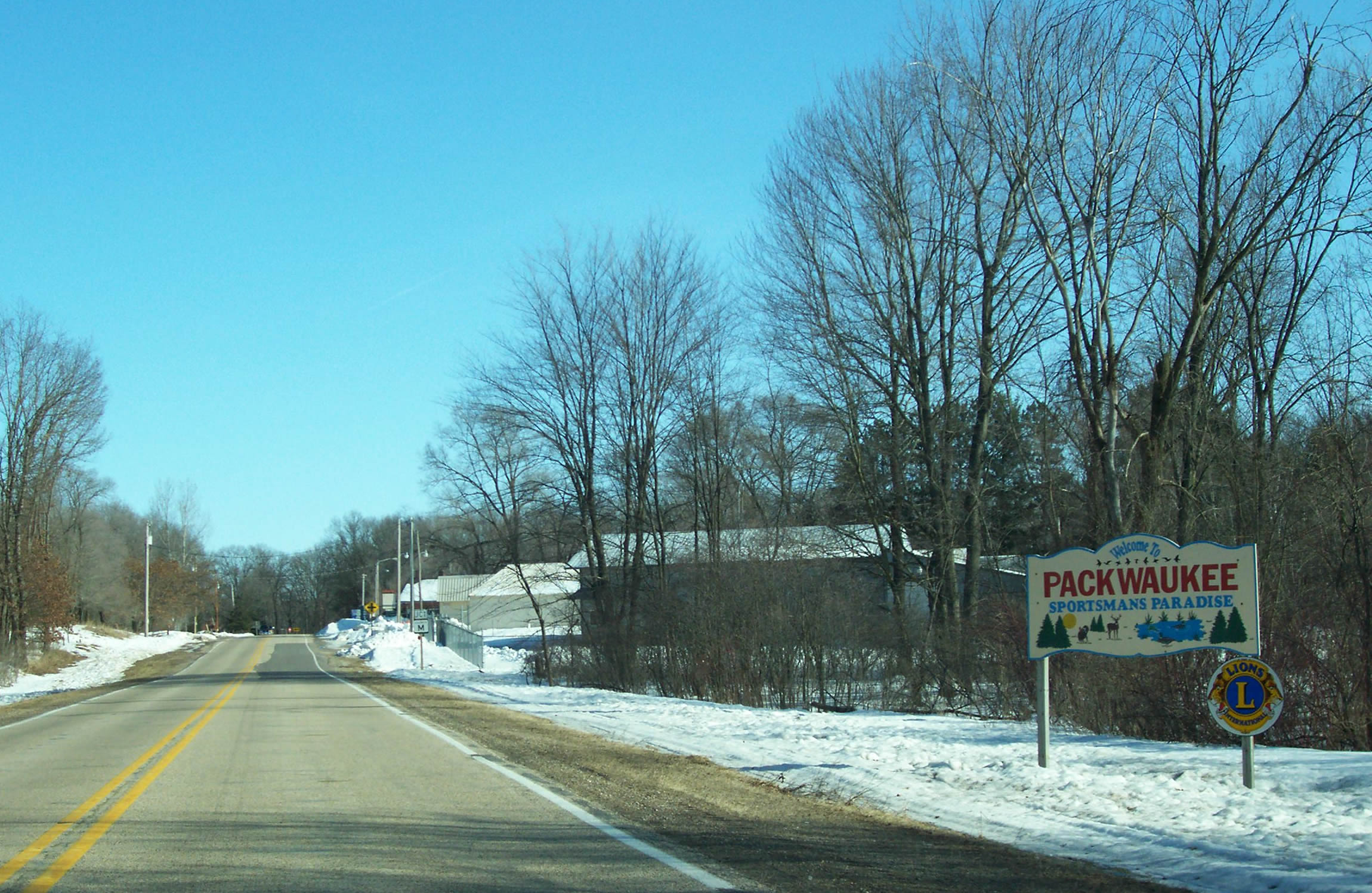
Sign
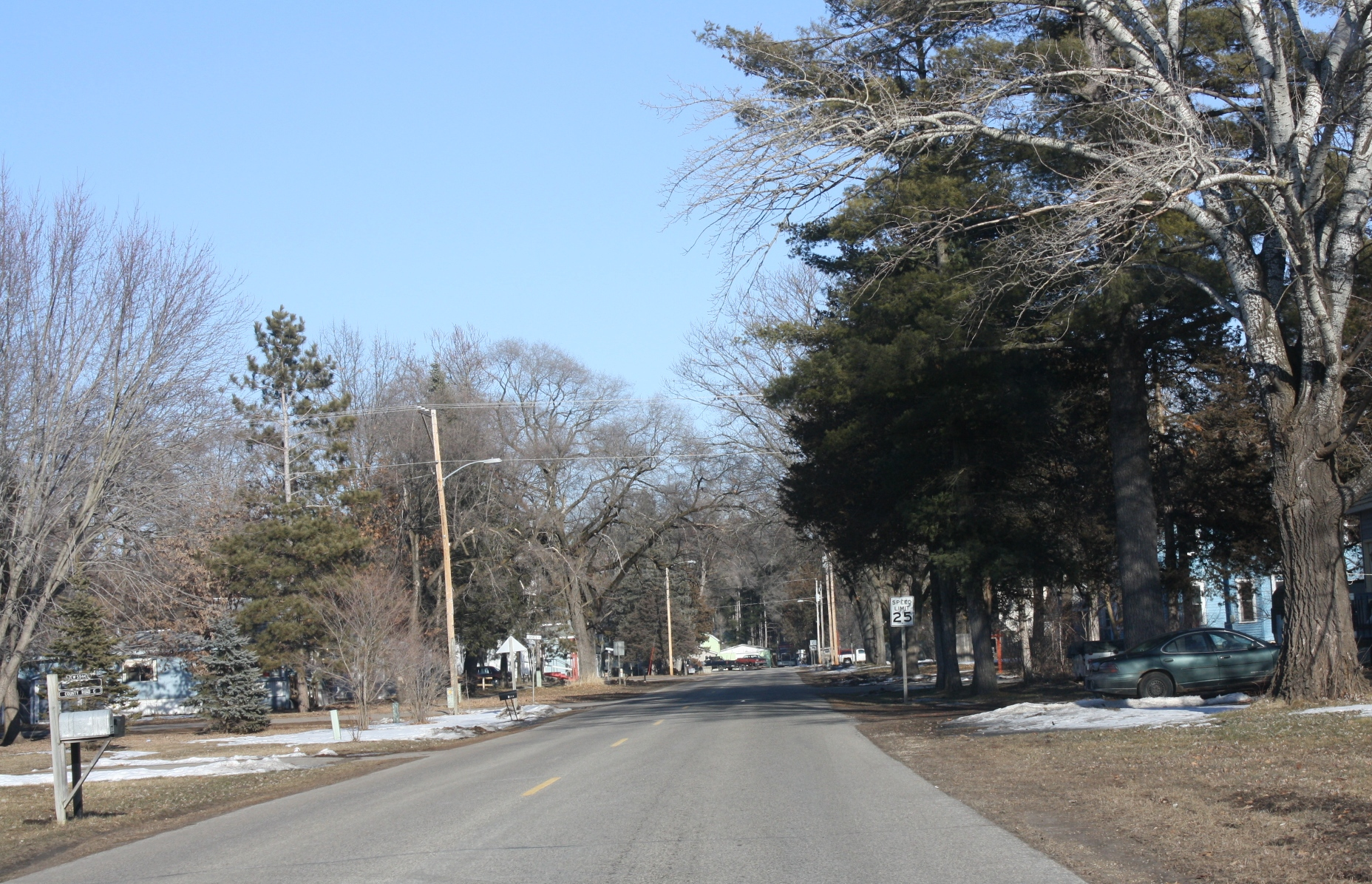
Oeste
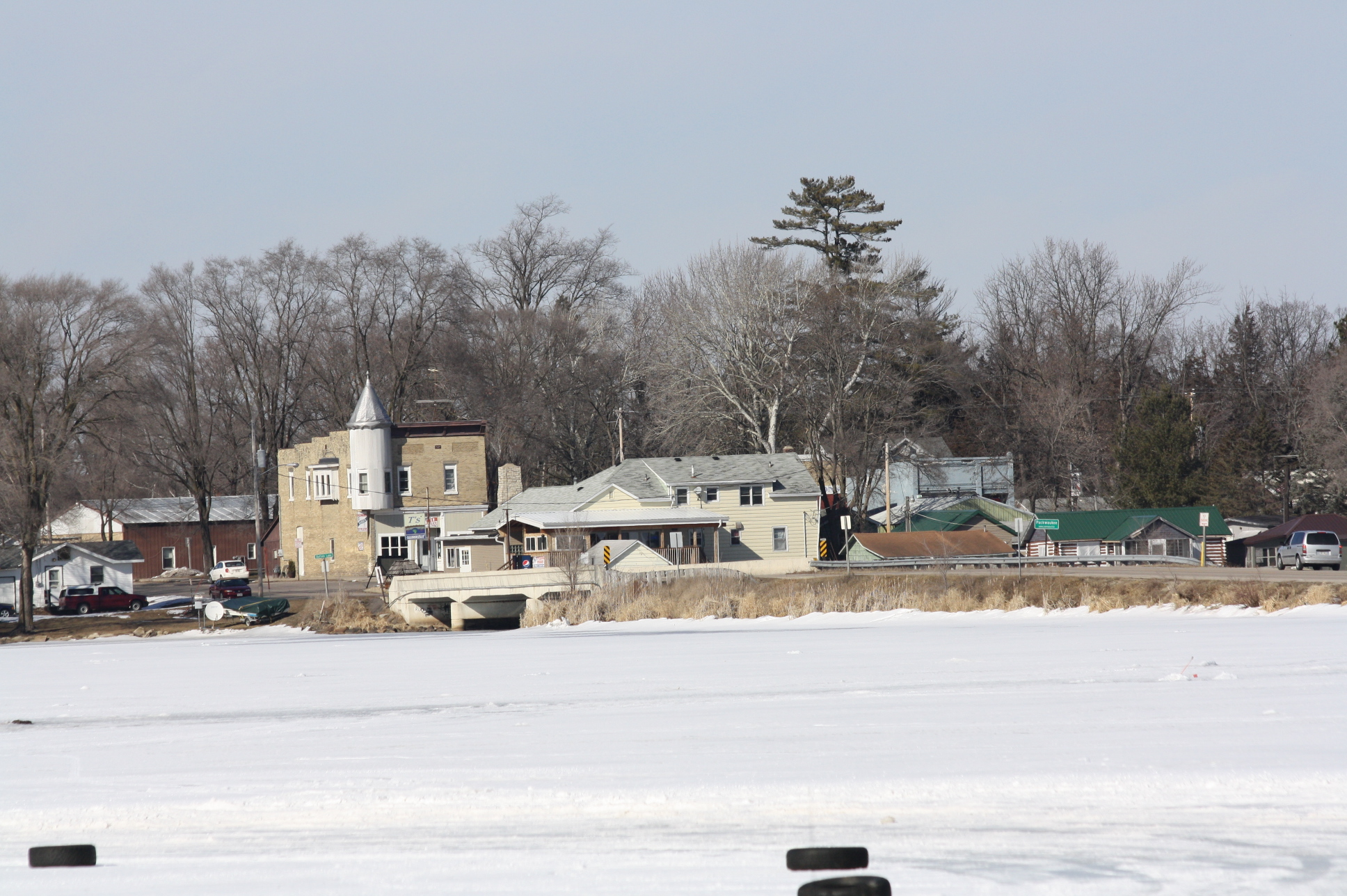
Buffalo Lake en Wisconsin River
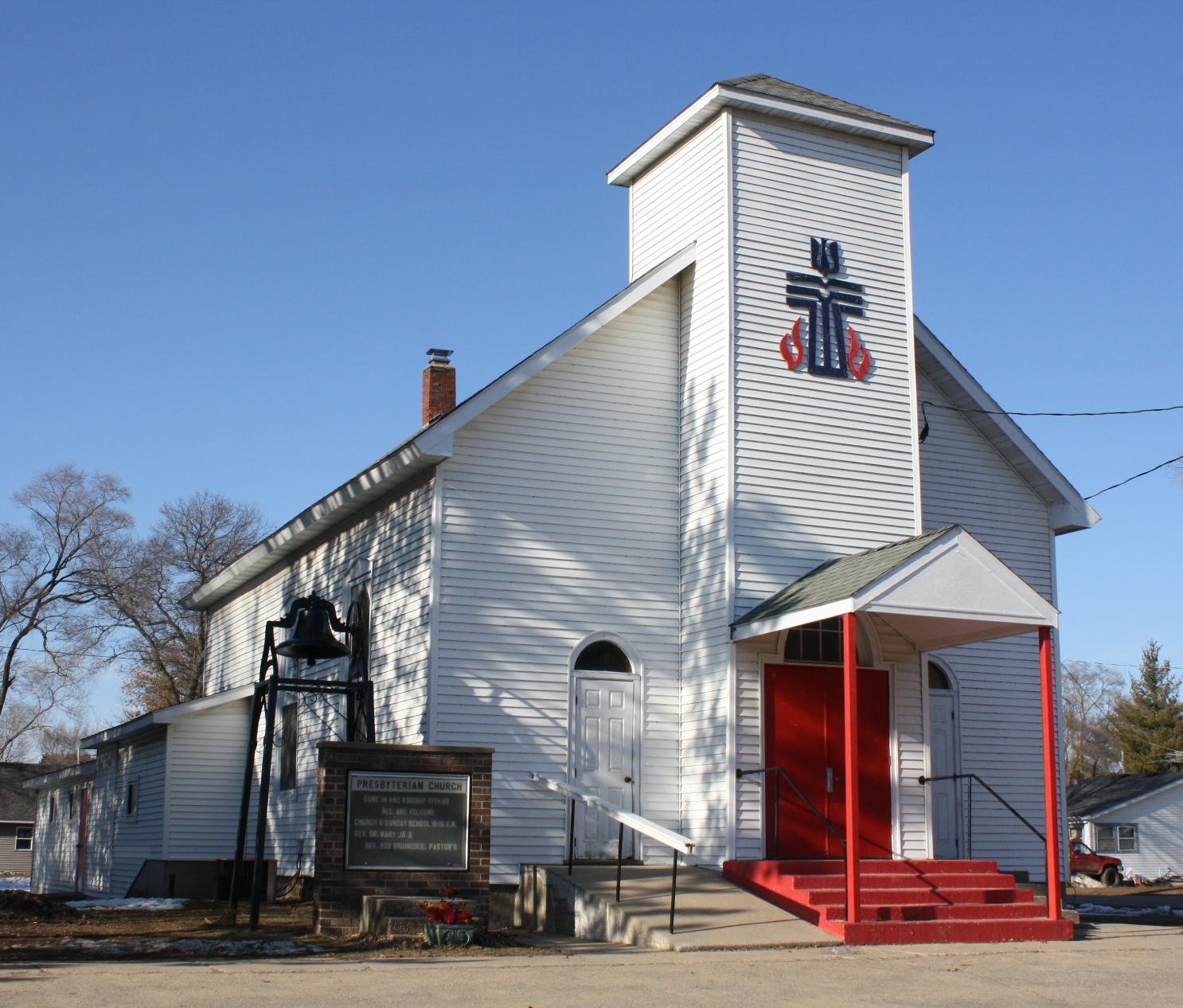
Iglesia Presbyterian
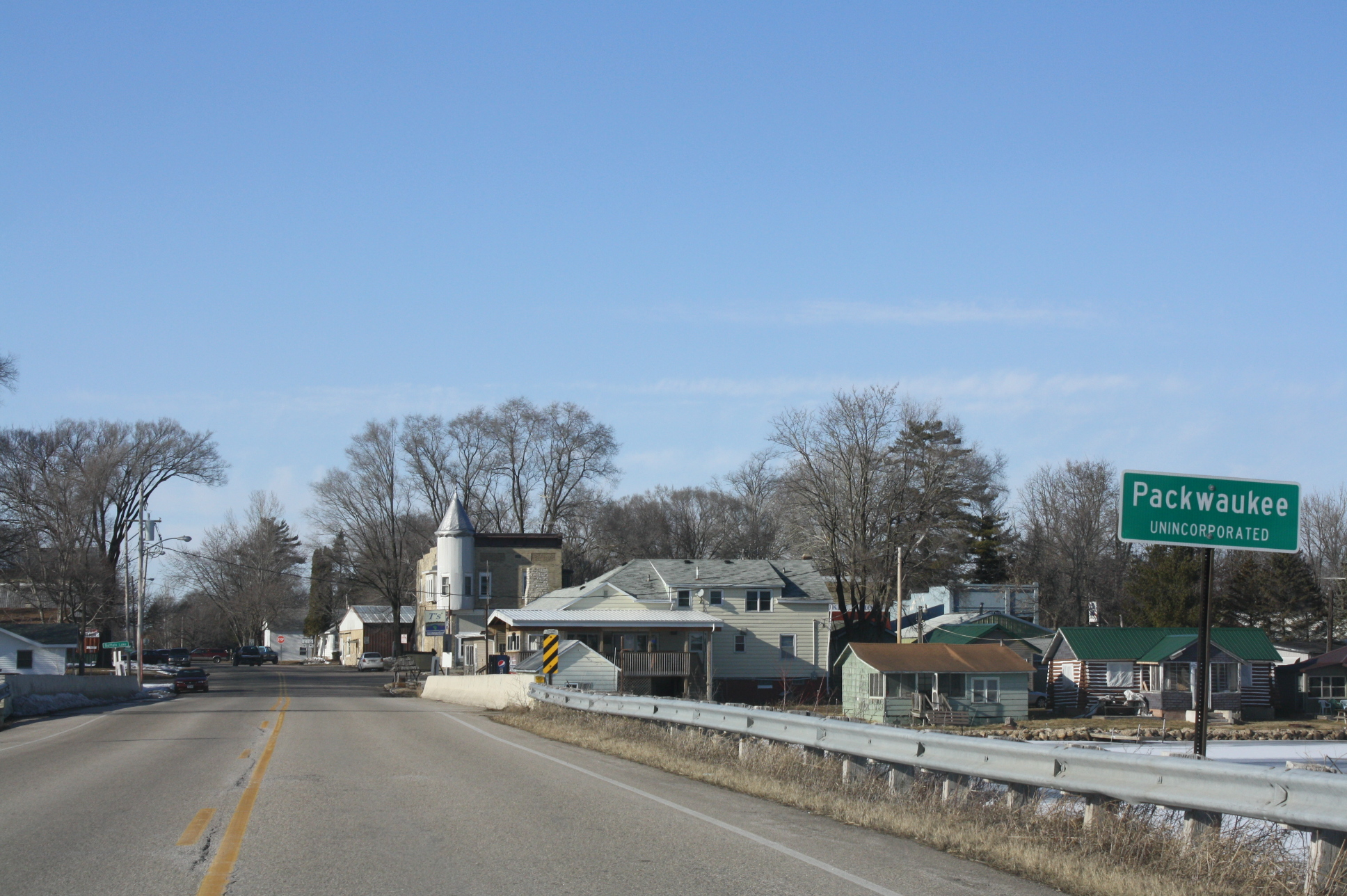
County D